# Joseph Mahé
Joseph Mahé (ur. 31 października 1937 w Trévières – zm. 5 lipca 1987 w Créteil) – francuski kolarz przełajowy i szosowy, brązowy medalista przełajowych mistrzostw świata.

## Kariera
Największy sukces w karierze Joseph Mahé osiągnął w 1964 roku, kiedy zdobył brązowy medal w kategorii elite podczas przełajowych mistrzostw świata w Overboelare. W zawodach tych wyprzedzili go jedynie Włoch Renato Longo i Belg Roger De Clercq. Był to jednak jedyny medal wywalczony przez niego na międzynarodowej imprezie tej rangi. Był też między innymi dziewiąty na mistrzostwach świata w Cavarii w 1965 roku oraz jedenasty na rozgrywanych rok później mistrzostwach świata w Beasain. W 1966 roku zdobył też brązowy medal przełajowych mistrzostw kraju. Startował także na szosie, ale bez większych sukcesów. W 1963 roku wziął udział w Tour de France, ale nie ukończył rywalizacji. Nigdy nie wystąpił na igrzyskach olimpijskich. W 1968 roku zakończył karierę.
Jego starszy brat, François również był kolarzem.